# Raoul de Varneville
Raoul de Varneville est un évêque de Lisieux (1181-1191), chancelier d'Henri II.

## Biographie
Trésorier de Rouen (1146-1172) et d'York (1167-1181), il devient archidiacre de Rouen (1170-1181).
Chancelier du roi d'Angleterre Henri II (1173-1181), il est critiqué par Pierre de Blois pour son caractère parcimonieux. Il se déchargeait sur le vice-chancelier Gautier de Coutances pour préserver son existence tranquille.
Il devient évêque de Lisieux de 1181, jusqu'en 1191.